# Fluoxetina
La fluoxetina es un antidepresivo de la clase de los inhibidores selectivos de la recaptación de serotonina (ISRS). Fue descubierta en 1974 por científicos de Eli Lilly and Company. y presentada a la FDA en febrero de 1977. Eli Lilly recibió la aprobación final para la comercialización del medicamento en diciembre de 1987. Su patente expiró en agosto de 2001. 
La fluoxetina está indicada para tratar, tanto en adultos como en niños, los trastornos depresivos, las crisis de angustia, el trastorno obsesivo-compulsivo (TOC), la bulimia nerviosa, el trastorno disfórico premenstrual y el trastorno de pánico.
La fluoxetina también se usa ocasionalmente, fuera de indicación, para tratar el alcoholismo, el trastorno por déficit de atención, ciertos trastornos del sueño (en particular, los síntomas de cataplejía asociados a la narcolepsia), las migrañas, el trastorno por estrés postraumático, fobia social, trastorno de ansiedad generalizada, trastorno dismórfico corporal, el síndrome de Tourette, la tricotilomanía, la obesidad e incluso algunos trastornos sexuales.

## Historia
La fluoxetina fue el primer fármaco comercializado dentro de la clase de antidepresivos ISRS dando origen a la tercera generación de antidepresivos. Apareció en Bélgica en 1986 y en diciembre de 1987 obtuvo autorización de la FDA de los Estados Unidos como nuevo tratamiento para el trastorno depresivo mayor. En 1992, se aprobó su uso para Trastorno de Ansiedad Generalizada y Trastorno de pánico. Fue el primer agente de esta clase de antidepresivos (ISRS). Desde entonces, han ido agregándose a esa lista moléculas como sertralina, fluvoxamina, citalopram, escitalopram y paroxetina, y también han aparecido nuevas familias de antidepresivos, como los duales, cuyo ejemplo más representativo es la venlafaxina, pero que incluye también agentes como la duloxetina o milnacipram.
No obstante, la fluoxetina ha sido el agente antidepresivo más eficiente y utilizado en el mundo.
En 2012 se descubrió que también podría ser un antiviral, pues podría inhibir la replicación de 62 enterovirus.

## Descripción
La fluoxetina es un fármaco no relacionado químicamente con la familia de los tricíclicos, tetracíclicos o con otros antidepresivos desarrollados anteriormente, de los que difiere no solo por su estructura química (se trata de un compuesto bicíclico), sino también por su mecanismo de acción.
La síntesis de la fluoxetina es considerada por muchos como un éxito por la psicofarmacología moderna, puesto que se trató de la primera molécula antidepresiva con un perfil de seguridad favorable y efectos colaterales bien tolerados, lo que permitió que alcanzara una popularidad sin precedentes. La acción serotoninérgica de la fluoxetina es selectiva y no se vincula con reacciones adversas de tipo sedante y cardiovascular, típicamente observadas en los agentes antidepresivos conocidos hasta entonces, especialmente los tricíclicos. Las reacciones adversas más frecuentes son boca seca, pérdida de peso, perdida de la libido, ansiedad, nerviosismo e insomnio entre otras.

## Farmacocinética
Absorción
Se absorbe sin inconvenientes por vía oral, con escaso efecto de primer paso hepático. La magnitud de la absorción no se ve afectada por los alimentos, aunque éstos disminuyen levemente su velocidad. Por consiguiente, puede administrarse sin tener en cuenta la relación con las comidas. 
Pico plasmático
El pico de concentración plasmática se produce entre 6 y 8 horas después de su administración. Los mayores cambios electroencefalográficos y las variables psicométricas se producen pasadas entre 8 y 10 horas tras la administración de la dosis. 
Unión a proteínas
Su capacidad de unión a proteínas plasmáticas es muy importante, aproximadamente del 94%. Este hecho debe ser tenido en cuenta debido a posibles interacciones medicamentosas. La gran afinidad de la fluoxetina por las proteínas del plasma sanguíneo y su importante metabolismo hepático hacen pensar que las interacciones con otros fármacos se producen por desplazamiento o por competición enzimática. En dosis terapéuticas no inhibe el metabolismo del alcohol ni interactúa con él lo suficiente como para potenciar sus efectos centrales. 
Metabolismo
La fluoxetina es desmetilada en el hígado por el citocromo CYP2D6 a norfluoxetina, su principal metabolito activo. Se excreta por la orina el 80%. De esta cantidad, un 2,5% lo hace como en la forma de la molécula original y un 10% como norfluoxetina. El resto son metabolitos conjugados. Con la materia fecal se elimina el 15%. La vida media de la fluoxetina es de 2 a 3 días y la de la norfluoxetina de 7 a 9 días. No se observan diferencias significativas en el metabolismo de la fluoxetina entre pacientes normales y urémicos. 

##### Eliminación
Tiene una eliminación hepática extensa (CYP-450) con tendencia a producir daño hepático 

## Farmacodinámica

### Mecanismo de acción
La fluoxetina es un fármaco de acción específica: es un inhibidor potente de la recaptación de la  serotonina en la neurona presináptica, con una acción relativamente más débil sobre la noradrenalina. Esto aumenta la concentración de serotonina en biofase, disminuyendo el recambio de serotonina por estímulo de los autorreceptores 5HT-1A y 5HT-1D y NE . A medio y largo plazo se produce un efecto adaptativo con regulación negativa de los autorreceptores que se vincula con un efecto ansiolítico que se alcanza tras 4-6 semanas.
La fluoxetina se caracteriza por tener efectos más activantes que los otros compuestos de la misma familia. Estudios recientes señalan que la fluoxetina, a diferencia de los otros ISRS, aumenta los niveles de dopamina y noradrenalina en la corteza prefrontal. Esto se asocia con efectos positivos sobre la cognición y las funciones ejecutivas y explicaría su particular eficacia en el tratamiento de la depresión comórbida en pacientes con trastorno por déficit de atención con hiperactividad.
Biodisponibilidad del 100%
Tiene un periodo de latencia de 1-2 semanas 

## Uso clínico
La fluoxetina es frecuentemente usada para tratar el trastorno depresivo mayor o  depresión severa (en niños de 8 años en adelante), trastorno obsesivo-compulsivo, bulimia nerviosa, trastornos de pánico y anorexia. También se ha usado para la cataplexia, obesidad, las crisis de ansiedad, la dependencia del alcohol, y la dependencia de la marihuana recreativa, como también el síndrome del atracón.

### Ansiedad
La fluoxetina es un tratamiento de primera línea para el Trastorno de Ansiedad Generalizada y algunos otros trastornos relacionados. 

### Depresión
La fluoxetina ha demostrado ser efectiva para la depresión en ensayos controlados doble ciego de seis semanas, donde también ayudó aliviar la ansiedad y mejoró el sueño. La fluoxetina dio mejor resultado que el placebo en la prevención de la recurrencia de la depresión cuando los pacientes que originalmente respondieron positivamente a la fluoxetina fueron tratados durante 38 semanas adicionales. La eficacia de la fluoxetina tanto para la depresión geriátrica como pediátrica ha sido demostrada en ensayos controlados.
Las investigaciones sugieren que una parte significativa de la resistencia a los ISRSs paroxetina (Paxil) y citalopram (Celexa) puede ser explicada por la variación genética del transportador Pgp. La paroxetina y citalopram, que son sustratos del Pgp, son transportados activamente desde el cerebro por esta proteína. La fluoxetina no es un sustrato del Pgp, y por lo tanto modificar un tratamiento con paroxetina o citalopram por otro con fluoxetina podría ser beneficioso para los pacientes que no respondieron a la paroxetina o citalopram.

### Trastorno obsesivo-compulsivo
La fluoxetina es efectiva en el tratamiento del trastorno obsesivo-compulsivo (TOC) en adultos.. También es efectiva para tratar el TOC en niños y adolescentes.
La Academia Estadounidense de Psiquiatría Infantil y del Adolescente afirma que los ISRS, incluida la fluoxetina, deben usarse como terapia de primera línea en niños, junto con la terapia cognitivo-conductual (TCC), para el tratamiento del TOC moderado a grave.
El trastorno obsesivo-compulsivo fue tratado exitosamente por la fluoxetina en dos ensayos controlados de 13 semanas en adultos y uno en niños. Las dosis más altas proporcionaron mejores respuestas, mientras que se observó el resultado contrario en el tratamiento de la depresión. En particular, la fluoxetina fue eficaz en la reducción de los síntomas obsesivos, como las preocupaciones y las imágenes intrusivas, y los síntomas compulsivos, como los rituales y los actos repetitivos.
Existen indicadores que predicen una buena respuesta al tratamiento con fluoxetina en el TOC, como son:
- La gravedad de los síntomas al inicio del tratamiento. Los pacientes con síntomas más graves son más propensos a responder al tratamiento.
- La duración de los síntomas. Los pacientes con síntomas de larga duración son más propensos a responder al tratamiento.
- La presencia de otros trastornos psiquiátricos. Los pacientes con otros trastornos psiquiátricos, como la ansiedad o la depresión, son menos propensos a responder al tratamiento. De la misma forma se asoció con una respuesta más pobre al tratamiento un largo historial del trastorno obsesivo, la gravedad de los síntomas, obsesiones de acumulación, las compulsiones de lavado, la lentitud obsesiva y la comorbilidad con una personalidad esquizoide o tics vocales o motores.
- Efectos adversos como el nerviosismo o el insomnio al inicio de la terapia, así como la presencia de remisiones, la ausencia de terapia farmacológica previa y una puntuación alta de impulsividad, son también predictores de una buena respuesta a la fluoxetina.

Las guías médicas recomiendan que los pacientes con TOC tomen fluoxetina de 40 a 60 mg al día durante al menos 1 o 2 años para obtener los mejores resultados. Para evaluar la eficacia de fluoxetina en TOC se necesitan al menos 8 semanas.

### Trastorno de pánico
La fluoxetina disminuyó la frecuencia de ataques de pánico en dos ensayos controlados de pacientes con trastornos de pánico de manera muy notable, alcanzando el éxito en un 40-50% de los casos.

### Bulimia nerviosa
En tres ensayos doble ciego, la fluoxetina redujo significativamente el número de episodios de atracones y de purgas de la bulimia nerviosa. El tratamiento continuado durante un año en aquellos pacientes que originalmente habían respondido positivamente a la fluoxetina fue más efectivo que el placebo para la prevención de los episodios de la bulimia nerviosa.

### Enfermedades producidas por enterovirus
En 2012 un estudio de la UCLA demostró que la fluoxetina es también un poderoso antiviral, pues inhibe la replicación de enterovirus responsables de 62 enfermedades, entre ellas la poliomielitis, la encefalitis, la meningitis, la miocarditis, la pericarditis y la pleurodinia o enfermedad de Bornholm.

### Neurogénesis
Trabajos con ratones han revelado que la fluoxetina estimula la neurogenesis adulta, es decir el desarrollo de nuevas neuronas en el encéfalo. Esto además hace pensar que la neurogénesis puede ser parte del mecanismo que alivia la depresión.
Un grupo de investigadores dirigido por Gregori Enikolopof, del Laboratorio Cold Spring Harbor descubrió que la fluoxetina actúa en la segunda etapa de la neurogénesis, haciendo que las células progenitoras neuronales amplificadoras se reprodujeran un 50% más rápido de lo habitual.

## Efectos adversos
- Al igual que otros antidepresivos ISRS, aunque con menor probabilidad comparados con antidepresivos tricíclicos o IMAO, puede inducir episodios maníacos o hipomaníacos en pacientes con trastorno bipolar. En Estados Unidos existe un medicamento compuesto por este principio activo y olanzapina (Zyprexa), llamado Symbyax, para los episodios depresivos asociados al trastorno bipolar que pueden cursar con síntomas psicóticos.

- Como inhibidor de la recaptación serotonina también causa somnolencia como uno de sus efectos colaterales, otros posibles efectos secundarios incluyen dificultad motora (ataxia), sequedad en la boca y garganta, enrojecimiento de la piel, una alta frecuencia cardíaca (taquicardia), visión borrosa debido a la falta de acomodación (cicloplejia), sensibilidad anormal a la luz (fotofobia), dilatación de las pupilas (midriasis) y otros trastornos de la visión, retención urinaria, estreñimiento, dificultad de concentración, pérdida de la memoria a corto plazo, alucinaciones, confusión, disfunción eréctil, eyaculación retardada o inalcanzable y delirio. Algunos de estos efectos adversos no se perciben hasta que se haya subsanado la somnolencia y la persona se encuentre en un estado de mayor alerta.

- También se sabe que a largo plazo hace al paciente más propenso a sufrir de hipertensión. Esto quizá se deba a que la fluoxetina es un vasoconstrictor. La fluoxetina puede inducir también cuadros de ansiedad,insomnio, lo cual en algunas ocasiones se equilibra con benzodiazepinas para lo cual con este se puede lograr disminuir, mas no inhibir algunos efectos de la fluoxetina.

- Diarrea, náusea y alteraciones del sueño principalmente

## Contraindicaciones
- La fluoxetina durante el embarazo no debe ser usada, a menos que los beneficios terapéuticos esperados lo justifiquen. Especial precaución es necesaria sobre todo durante la última etapa del embarazo y en los momentos previos al parto.
- -No usar con inhibidos MAO
- No usar si hay hipersensibilidad
- No consumirla después de fumar .

## Presentaciones
La fluoxetina también es conocida como Prozac, su primer nombre comercial.
En combinación con olanzapina es conocida como Symbyax.

## Interacciones farmacológicas
- IMAO
- Cisaprida
- Tramadol
- Olanzapina
- Cimetigina
- No con tetraciclinas

## Posología
- Trastorno depresivo mayor: dosis inicial 20 mg/día. Se puede incrementar gradualmente la dosis hasta un máximo de 60 mg/día.[20]
- Trastorno obsesivo-compulsivo: 20 mg/día. Se puede incrementar gradualmente la dosis hasta un máximo de 60 mg/día.[20]
- Bulimia nerviosa: la dosis recomendada es 60 mg al día.[20]
- Agorafobia y crisis de pánico: 2 mg/día, pudiendo incrementarse la dosis gradualmente hasta un máximo de 60 mg/día.[21]